# Неплюевское сельское поселение
Неплю́евское се́льское поселе́ние — муниципальное образование в Карталинском районе Челябинской области Российской Федерации. В рамках административно-территориального устройства муниципальное образование  соответствует административно-территориальной единице Неплюевский сельсовет.
Административный центр — село Неплюевка.

## История
Статус и границы сельского поселения установлены Законом Челябинской области от 17 сентября 2004 года № 275-ЗО «О статусе и границах Карталинского муниципального района, городского и сельских поселений в его составе».

## Население
| 2002  | 2010  | 2011  | 2012  | 2013  | 2014  | 2015  |
| ----- | ----- | ----- | ----- | ----- | ----- | ----- |
| 1524  | ↘1505 | ↘1499 | ↘1459 | ↘1422 | ↘1392 | ↘1360 |
| 2016  | 2017  | 2018  | 2019  | 2020  | 2021  |       |
| ↘1309 | ↘1301 | ↘1267 | ↘1232 | ↘1209 | ↘1175 |       |

## Состав сельского поселения
| № | Населённый пункт | Тип населённого пункта       | Население |
| - | ---------------- | ---------------------------- | --------- |
| 1 | Акмулла          | посёлок                      | ↘120      |
| 2 | Коноплянка       | посёлок                      | ↘222      |
| 3 | Неплюевка        | село, административный центр | ↗1163     |

## Палеогенетика
У представителей срубно-алакульской культуры из Неплюевского могильника, живших 3800 л. н., определили митохондриальные гаплогруппы H, N, K, T, U и Y-хромосомные гаплогруппы Q1b-L392 и R1a-Z94. У образца B8-2 определили Y-хромосомную гаплогруппу R1a1a1b2a1~-Y3 (R-AM00480/etc*(xAM00484)) и митохондриальную гаплогруппу U5b.